# Divan du Tamarit
Diván del Tamarit
Pour les articles homonymes, voir Divan.
Le Divan du Tamarit (en espagnol : El Diván del Tamarit), est un recueil de poèmes de Federico García Lorca (1898-1936), publié à titre posthume en 1940 pendant la Seconde Guerre mondiale, après le meurtre du poète en 1936 durant la guerre d'Espagne. 

## Inspiration
Les poèmes, nommés Gacelas et Casidas, s'inspirent de la poésie arabe de Grenade.

## Titres des poèmes

### Gacelas
- I. Gacela del amor imprevisto
- II. Gacela de la terrible presencia
- III. Gacela del amor desesperado
- IV. Gacela del amor que no se deja ver
- V. Gacela del niño muerto
- VI. Gacela de la raíz amarga
- VII. Gacela del recuerdo del amor
- VIII. Gacela de la muerte oscura
- IX. Gacela del amor maravilloso
- X. Gacela de la huida
- XI. Gacela del amor con cien años
- XII. Gacela del mercado matutino[4]

### Casidas
- I. Casida del herido por el agua
- II. Casida del llanto
- III. Casida de los ramos
- IV. Casida de la mujer tendida
- V. Casida del sueño al aire libre
- VI. Casida de la mano imposible
- VII. Casida de la rosa
- VIII. Casida de la muchacha dorada
- IX. Casida de las palomas oscuras